# Gerardo Dottori
Gerardo Dottori (Perugia, 11 novembre 1884 – Perugia, 13 giugno 1977) è stato un pittore italiano della corrente futurista, firmatario del manifesto dell'Aeropittura.

## Biografia
Gerardo Dottori nacque a Perugia l'11 novembre del 1884 da una famiglia di estrazione popolare. Primogenito di quattro figli, il padre Ezio era artigiano materassaio, la madre, Colomba Luisa Gambini morì quando Gerardo aveva solo otto anni lasciando la famiglia in una situazione economica difficile. Terminate le scuole elementari, Gerardo si iscrisse giovanissimo ai corsi serali dell'Accademia di Belle Arti di Perugia, insieme al suo grande amico d'infanzia (perché vissuti entrambi in corso Cavour) Ferdinando Marconi, lavorando al contempo presso il negozio di antiquariato e restauro di Mariano Rocchi. Iniziò quindi l'attività di decoratore trasferendosi temporaneamente a Milano tra il 1906 ed il 1907. Tornò quindi agli studi accademici e dal 1908 cominciò a frequentare ambienti artistici d'avanguardia a Firenze. Nel 1910 iniziò a collaborare con la rivista La Difesa dell’Arte.
Nel 1911 andò a Roma dove conobbe Giacomo Balla, e aderì al Futurismo. Nel 1912 riunì il primo gruppo futurista umbro, e nel 1915 partì volontario per la Grande Guerra. Nel 1920 fondò la rivista futurista Griffa!, che si prefiggeva il compito di diffondere le idee del movimento a Perugia. Nello stesso anno espone a Roma la sua prima personale.
Nel 1924 fu il primo futurista ad esporre alla Biennale di Venezia. Nel corso della sua vita Dottori parteciperà in tutto a 10 edizioni della Biennale.

Il suo apporto maggiore al movimento futurista fu dedicato all'Aeropittura: ne figurò infatti tra i firmatari del Manifesto dell'aeropittura (firmato dal solo Marinetti nel 1929), sottoscritto nel 1931 insieme a Marinetti, Balla e Prampolini, i maggiori esponenti del movimento.
Tra il 1925 e la fine degli anni trenta visse a Roma scrivendo su varie riviste d'arte. Nel 1932 è citato come primo esempio di artista futurista impegnato anche in soggetti sacri nel Manifesto dell'Arte Sacra Futurista firmato da Marinetti e Fillia.
Nel 1939 vinse la cattedra di Pittura all'Accademia di Perugia, dirigendola sino al 1947, e sempre nell'anno della nomina decorò l'abside della chiesa di Santa Maria Maggiore di Bettona.
Nel 1941 in piena guerra mondiale scrisse il Manifesto umbro dell'aeropittura, dove chiarì che la vera essenza del suo futurismo risiedeva nel rappresentare ambientazioni e paesaggi misticheggianti.
Rimase sempre fedele al futurismo, anche dopo il declino di quest'ultimo ed al suo "paesaggio totale". Negli ultimi anni, in particolare, le sue opere compaiono nelle principali retrospettive sul futurismo sia in Italia che all'estero. Morì nel capoluogo umbro nel 1977 e venne sepolto nel Cimitero monumentale di Perugia, nella sezione riservata ai cittadini illustri.

I maggiori risultati li ottenne raffigurando paesaggi e visioni della sua terra, l'Umbria, per lo più con immagini percepite da grandi altezze, tra le più famose ricordiamo Primavera umbra ed Incendio in città, entrambe dei primi anni venti; quest'ultima è esposta presso il Museo civico di Palazzo della Penna di Perugia dove sono conservate numerose opere dell'artista.

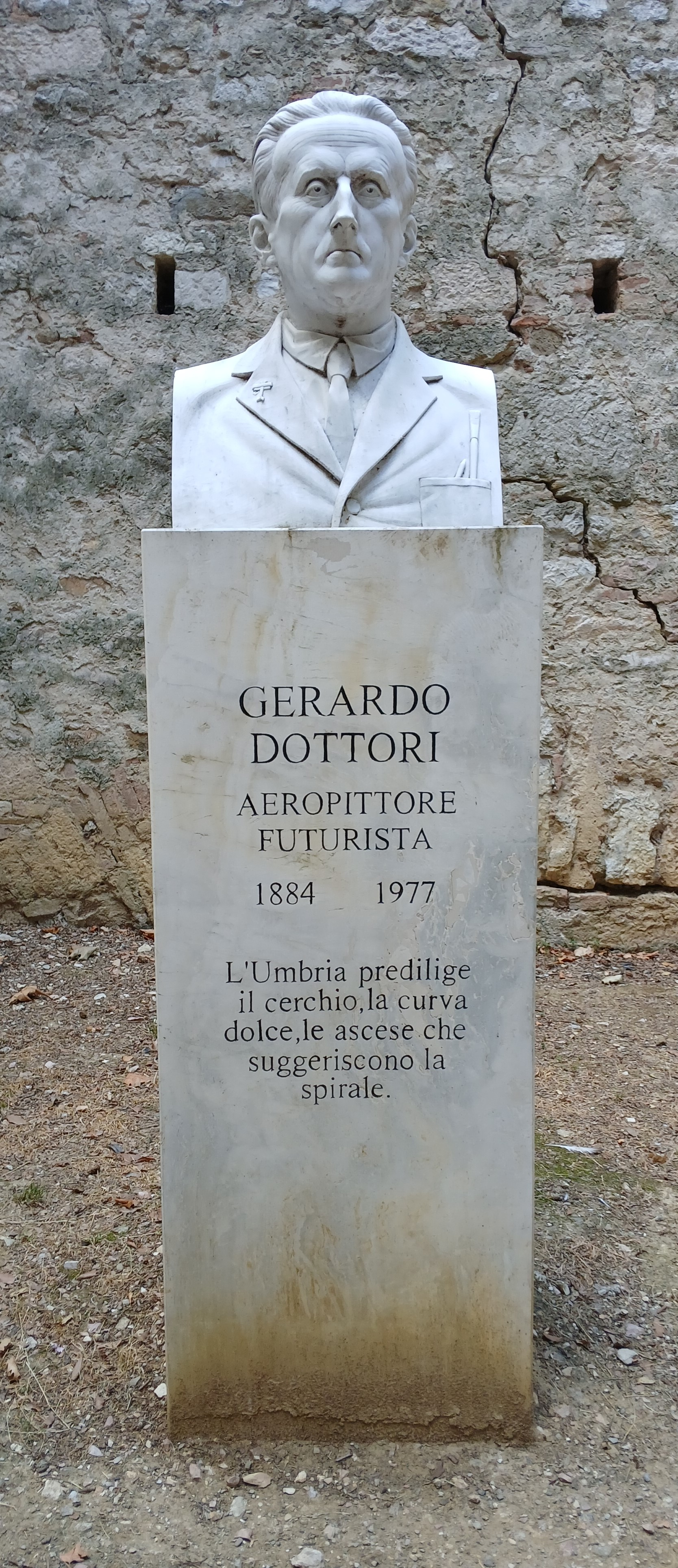
Busto a Perugia

## Opere (selezione)
- Esplosione di Rosso sul verde, 1910, olio su tela, Tate, Londra
- Composizione astratta, 1912, olio su tavola, Galleria nazionale della Puglia, Bitonto
- Studio per Forze ascensionali, 1916, inchiostro su carta fotografica, Estorick Collection of Modern Italian Art, Londra
- Soldati con aerei (Ali sopra le trincee), 1917, pastello e etempera su carta, MART, Rovereto
- Forze ascensionali, 1920, olio su tela, Museo di Santa Giulia, Brescia
- Crocifissione, 1927, olio su tela, Musei Vaticani, Città del Vaticano
- Forme ascensionali e torri, 1928, olio su cartone, MART, Rovereto
- Personaggio in chiave futurista, 1928, scultura in ferro, MART, Rovereto
- Direttore d'orchestra, 1928, scultura in materiali vari, MART, Rovereto
- La natività, 1930, olio su tela, Galleria d'arte moderna di Roma Capitale, Roma
- Dall'alto, 1930, olio su compensato, Museo Palazzo Ricci, Macerata
- La virata, 1931, olio su compensato, Casa-museo Boschi Di Stefano, Milano
- Ritratto aereo di Mario Carli, 1931, olio su tela, Wolfsoniana, Genova
- Paese Umbro, 1932, olio su tavola, Galleria nazionale d'arte moderna e contemporanea, Roma
- Paesaggio con tre arcobaleni visto dall’alto, 1932, olio su tavola, Galleria nazionale d'arte moderna e contemporanea, Roma
- Sole tra gli alberi, 1933, olio su tavola, Museo Palazzo Ricci, Macerata
- Polittico della Rivoluzione fascista, olio su tavola, Galleria nazionale d'arte moderna e contemporanea, Roma
- Dolomiti, 1938, olio su tela, MART, Rovereto

## Onorificenze
La sua città natale gli dedicò un busto marmoreo nei Giardini presso la Chiesa di Sant’Ercolano.